# مونرو (کنتیکت)
مونرو (به انگلیسی: Monroe) یک شهرک در ایالات متحده آمریکا است که در کنتیکت واقع شده‌است. مونرو ۶۸٫۱ کیلومتر مربع مساحت و ۲۰٬۰۲۰ نفر جمعیت دارد و ۱۵۹ متر بالاتر از سطح دریا واقع شده‌است.